# Вільшанка (Христинівська міська громада)
Вільша́нка — село в Україні, у Христинівській міській громаді Уманського району Черкаської області. Розташоване за 8 км на південний захід від міста Христинівка. Через село проходить автошлях М30. Населення становить 248 осіб (станом на 2007 р.).

## Історія
Під час Голодомору 1932—1933 років, тільки за офіційними даними, від голоду померло 27 мешканців села.

## Населення

### Мова
Розподіл населення за рідною мовою за даними перепису 2001 року:
| Мова       | Відсоток |
| ---------- | -------- |
| українська | 97,58%   |
| російська  | 2,42%    |

## Галерея

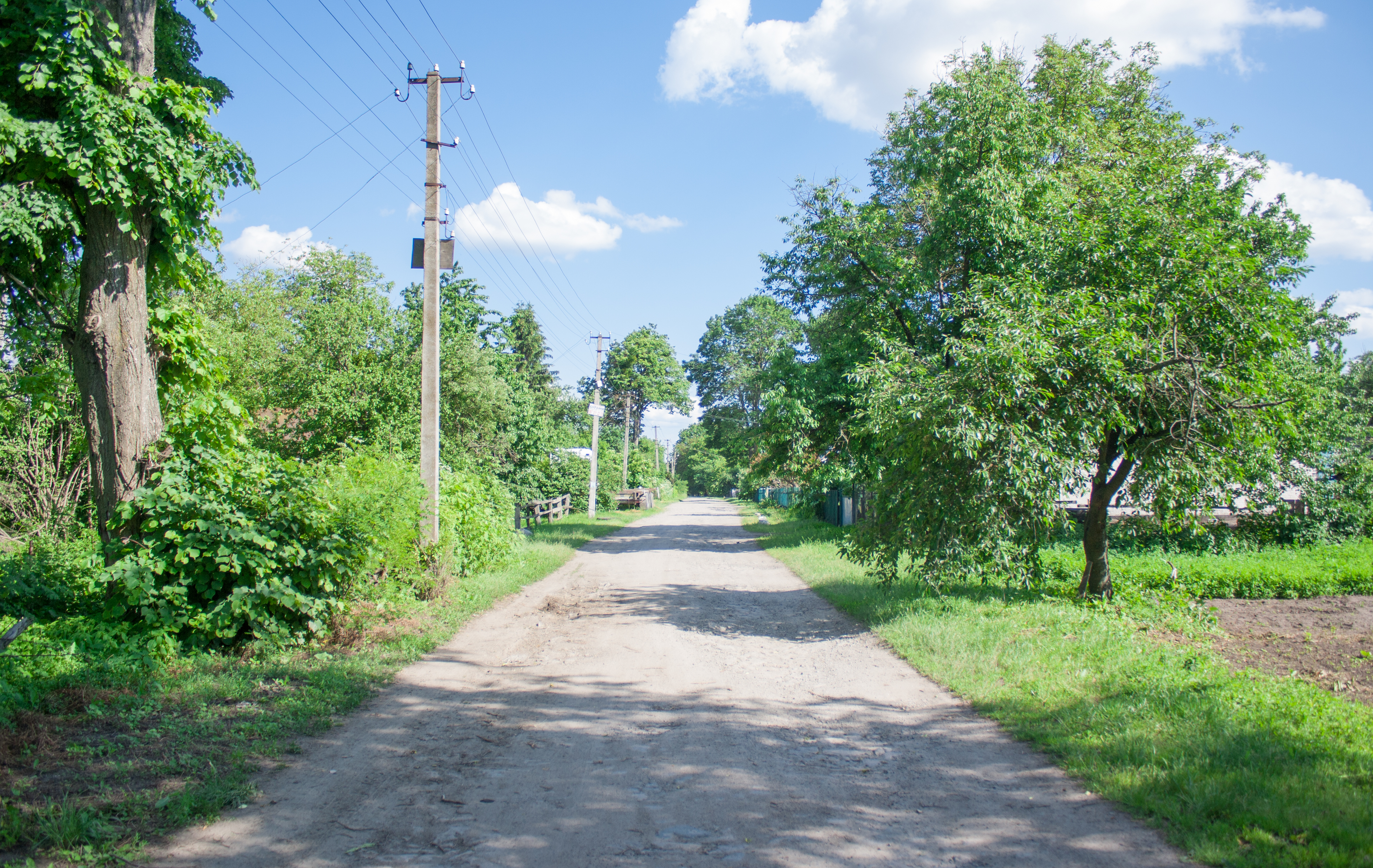
Вулиця Яблунева
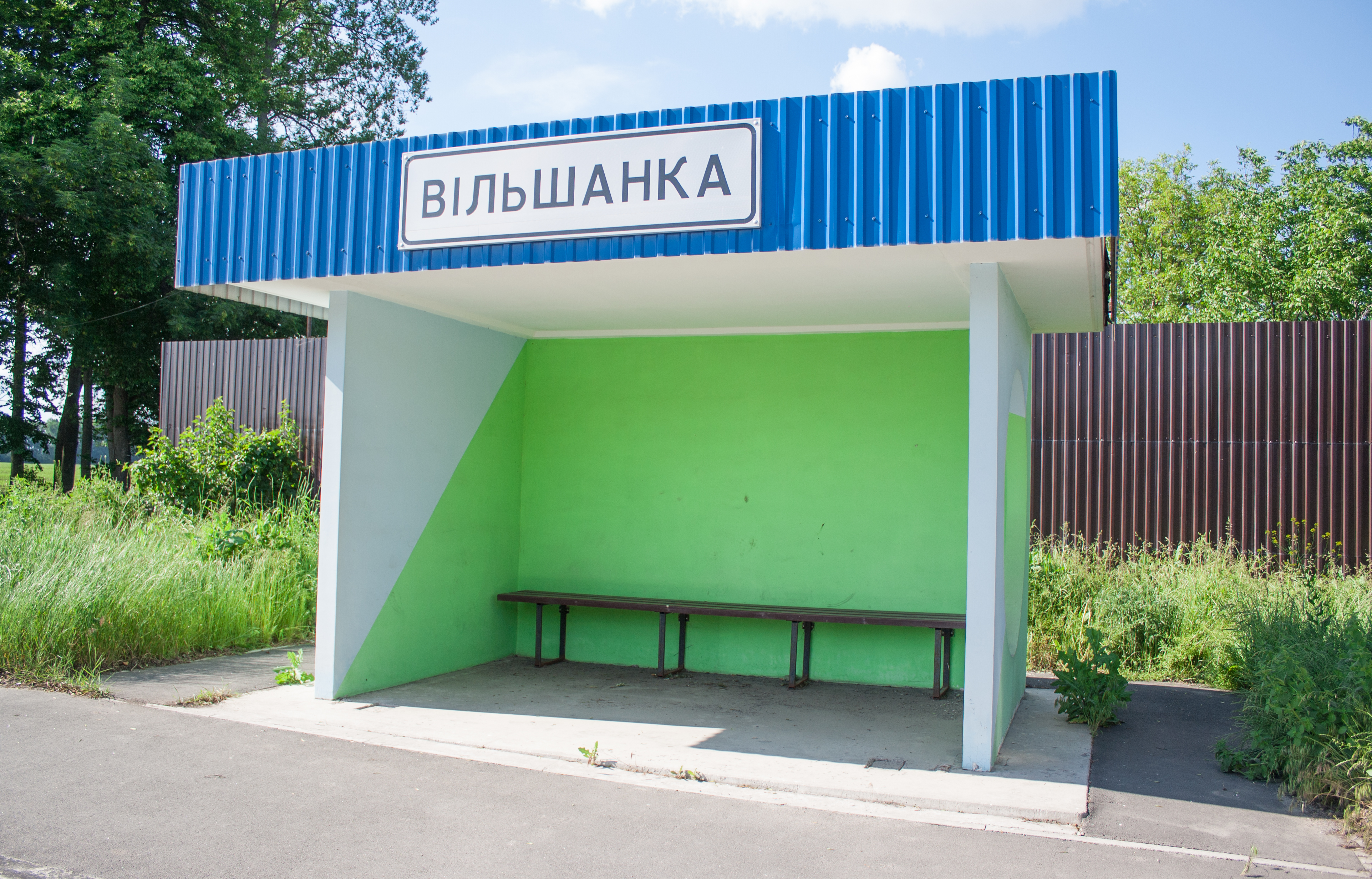
Автобусна зупинка